# Wereldkampioenschappen rodelen 2011
De wereldkampioenschappen rodelen 2011 werden gehouden op 29 en 30 januari 2011 op de rodelbaan Cesana Pariol in Cesana Torinese.

## Medailles
| Onderdeel     | Goud                                  | Goud                                  | Zilver                                | Zilver                                | Brons                                 | Brons                                 |
| ------------- | ------------------------------------- | ------------------------------------- | ------------------------------------- | ------------------------------------- | ------------------------------------- | ------------------------------------- |
| Mannen enkel  | Armin Zöggeler                        | ITA                                   | Felix Loch                            | GER                                   | Andi Langenhan                        | GER                                   |
| Vrouwen enkel | Tatjana Hüfner                        | GER                                   | Natalie Geisenberger                  | GER                                   | Alex Gough                            | CAN                                   |
| Dubbel        | Andreas Linger Wolfgang Linger        | AUT                                   | Christian Oberstolz Patrick Gruber    | ITA                                   | Andris Šics Juris Šics                | LAT                                   |
| Team          | Afgelast vanwege technische problemen | Afgelast vanwege technische problemen | Afgelast vanwege technische problemen | Afgelast vanwege technische problemen | Afgelast vanwege technische problemen | Afgelast vanwege technische problemen |

### Medaillespiegel
| Plaats | Land       | Goud | Zilver | Brons | Totaal |
| 1      | Duitsland  | 1    | 2      | 1     | 4      |
| 2      | Italië     | 1    | 1      | 0     | 2      |
| 3      | Oostenrijk | 1    | 0      | 0     | 1      |
| 4      | Canada     | 0    | 0      | 1     | 1      |
| 4      | Letland    | 0    | 0      | 1     | 1      |
| Totaal | Totaal     | 3    | 3      | 3     | 9      |